# Pancharatha

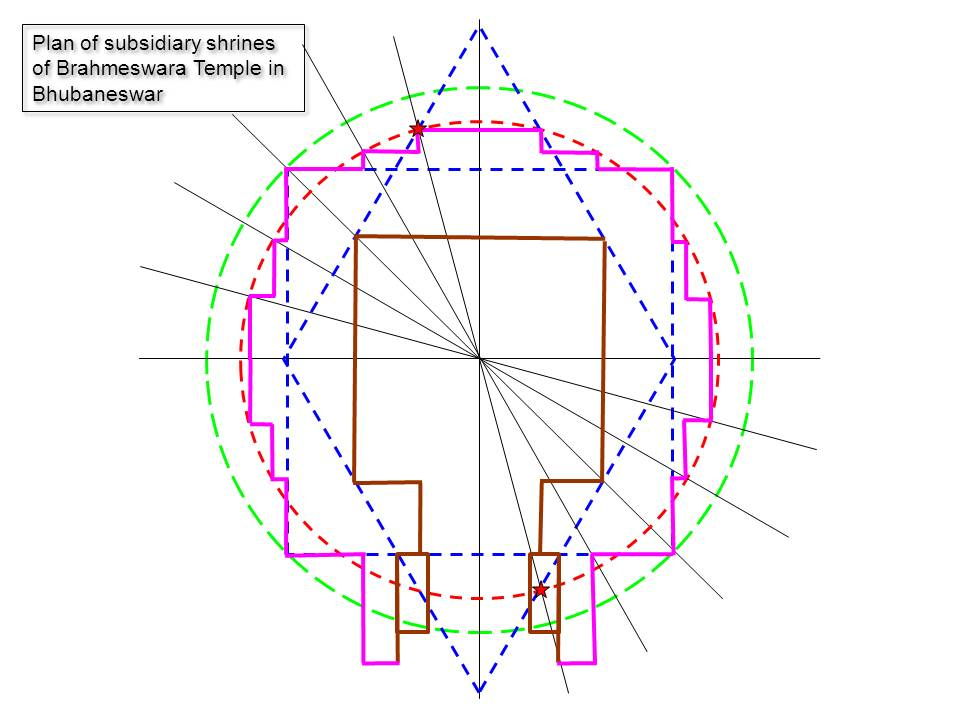
Disegno di un edificio pancharatha

Un tempio indù è un pancharatha quando ci sono cinque ratha (in pianta) o paga (in elevazione) sulla torre del tempio (generalmente uno shikhara). I ratha sono proiezioni sfalsate verticali o sfaccettature. Il nome deriva dal sanscrito Pancha (=cinque) e Ratha (=carro), ma non è chiaro il legame con il concetto di carro.
Ci sono anche templi con tre ratha (triratha), sette ratha (saptaratha) e nove ratha (navaratha).

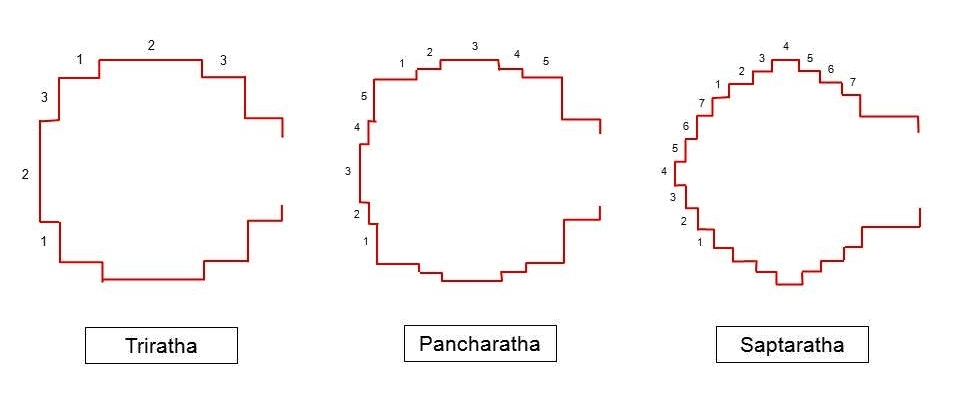
Triratha, Pancharatha e Saptaratha

## Esempi di templi pancharatha
- Tempio di Lingaraja a Bhubaneswar
- Tempio di Lakshmana a Khajuraho
- Tempio Rajarani a Bhubaneswar
- Tempio di Jagannath a Puri, Orissa
- Tempio di Jagannath a Baripada, Orissa
- Tempio di Jagannath a Nayagarh, Orissa
- Tempio di Isanesvara Siva a Bhubaneswar
- Tempio di Mukteswar a Bhubaneswar
- Tempio di Brahmani a Baleswar, Odisha

Templi Pancharatha
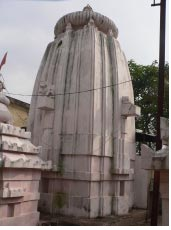
Tempio Isanesvara Siva a Bhubaneswar
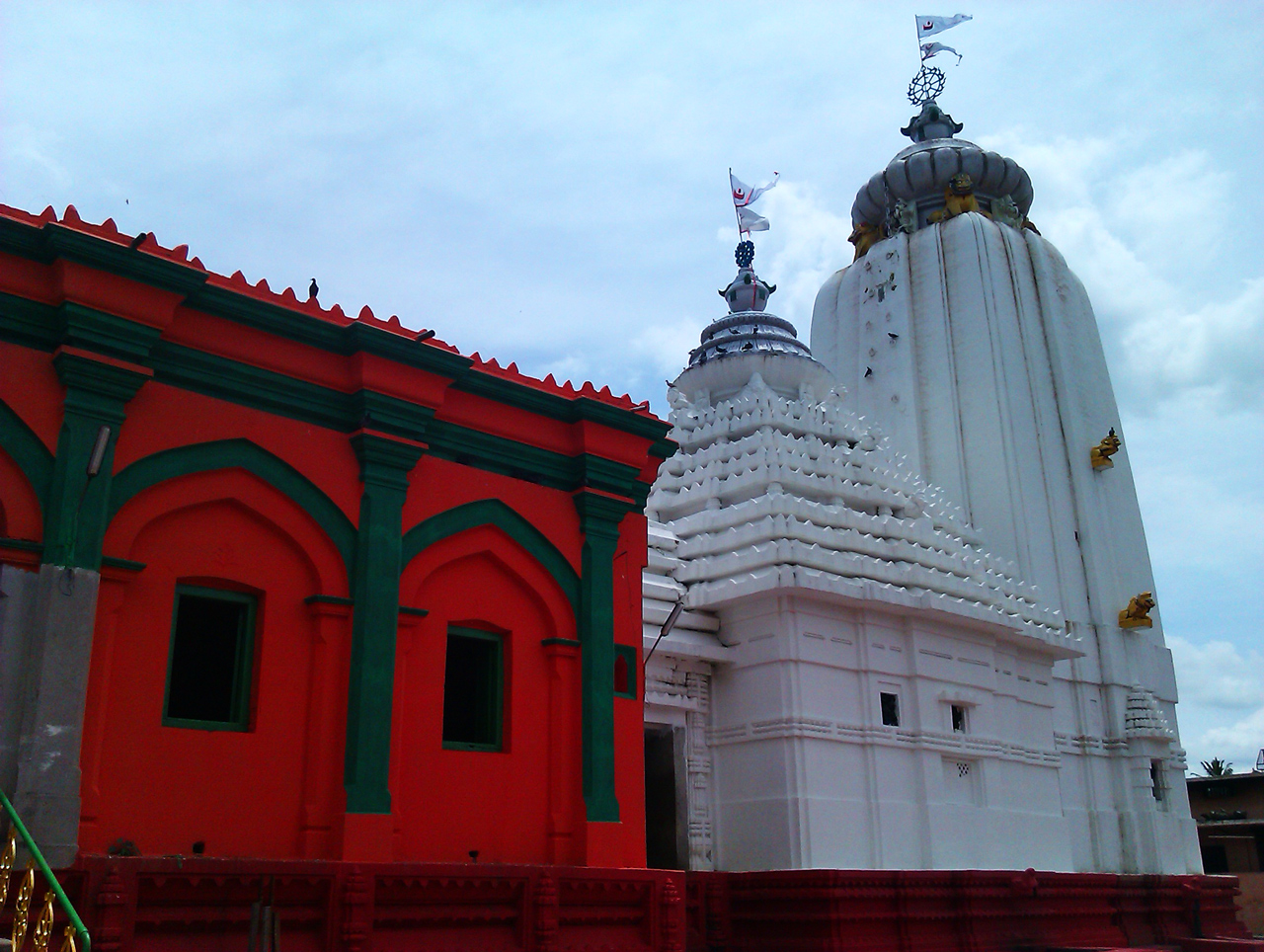
Tempio Jagannath a Baripada
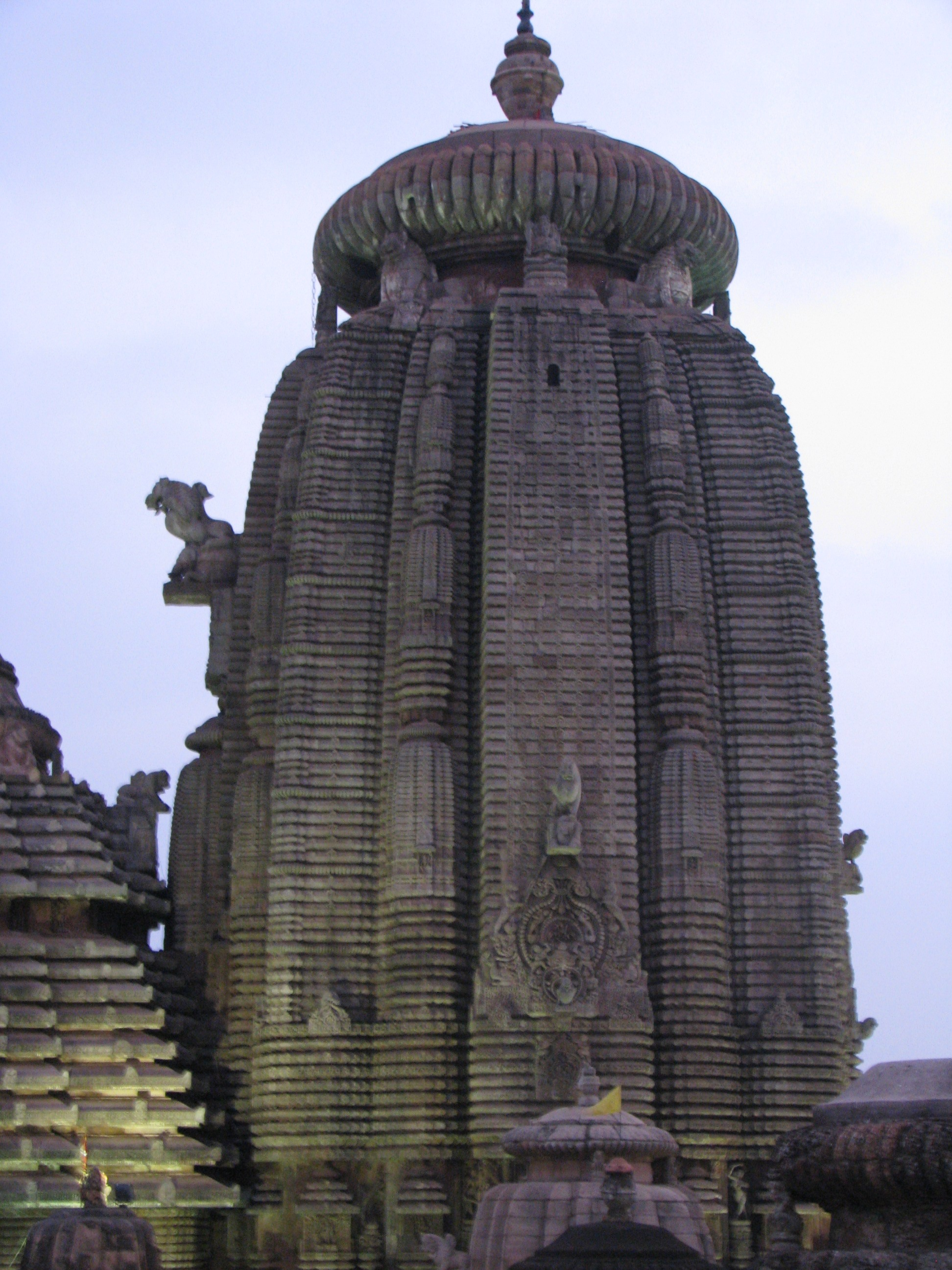
Tempio Lingaraja a Bhubaneswar